# NetCaptor
NetCaptor è stata un'interfaccia alternativa per il web browser Internet Explorer, la cui caratteristica che più lo differenziava da IE era la possibilità di navigare contemporaneamente in più siti con l'apertura di un'unica copia del programma (vedi Tabbed browsing). Dopo essere stato un programma con licenza shareware lo sviluppatore di NetCaptor ha reso disponibile la chiave di registrazione per uso pubblico, quindi una volta cessato lo sviluppo.

## Caratteristiche principali
- Navigazione a schede (vedi Tabbed browsing).
- Ricerca rapida: permette di eseguire motori di ricerca direttamente dalla barra degli indirizzi. Ad esempio per fare una ricerca su Google, è sufficiente digitare "g test" in una qualsiasi scheda della barra degli indirizzi.
- Alias: come Ricerca rapida, tranne per il fatto che non c'è il bisogno di inserire un termine di ricerca come parametro. Ad esempio, digitando "g" si avrà la prima pagina di Google.
- Pulizia: funzione che consente di eliminare la Cronologia, i file temporanei Internet, i cookie e altro ogniqualvolta.
- PopupCaptor: funzione in grado di bloccare i pop-up non richiesti, anche attraverso una funzione di filtraggio di un determinato sito web;
- Blocco URL: permette di prevenire il caricamento di alcuni dati (immagini, suoni, annunci, ecc.) inviati da un determinato sito web.
- Protezione: permette di accedere velocemente alle impostazioni di sicurezza e ai cookie. È anche possibile attivare e disattivare rapidamente funzioni come JavaScript o ActiveX.
- CaptorGroups: si tratta di gruppi di pagine che possono venire aperti con un semplice click. Sono accessibili dalla voce di menù "CaptorGroups" ed agiscono come dei "Preferiti", ma consentono l'apertura simultanea di più pagine.
- Rapido accesso ai siti web utili: traduce velocemente la pagina corrente utilizzando i programmi di traduzione come BabelFish, accede a un sito archiviato utilizzando Internet Archive o esegue altri compiti dati dagli utenti.

## Storia e sviluppo
NetCaptor nasce nel 1997. Molte delle sue funzioni sono state gradualmente aggiunte nel corso degli anni. Alcune delle funzionalità proprie del browser sono state ispirate da software simili. Secondo una dichiarazione dello sviluppatore Adam Stiles: "NetCaptor è stato uno dei primi browser dotati della navigazione a schede". Molte somiglianze sono state trovate in altri browser (come Opera).
L'ultima versione, la 7.5.4, è stata resa disponibile dal 18 febbraio 2005. Su un messaggio risalente in data 8 gennaio 2008, è stato ufficialmente dichiarato che "NetCaptor is dead" ovvero "NetCaptor è morto", dopo 10 anni di vita. Nonostante NetCaptor non sia stato più aggiornato o reso ufficialmente disponibile, la versione 7.5.4 può essere ancora scaricata dal sito ufficiale. Lo sviluppatore Adam Stiles ha raccomandato gli utenti di passare a Mozilla Firefox o Safari, ma contemporaneamente ha reso disponibile la chiave di registrazione per quelli che ancora desiderano utilizzare il defunto NetCaptor:
```
BBLdOxhx2bovHIQ0pVZjaiTWmAuEjmPOUM3tsFTcNzb4kjXdiq0
P+wsLJp4BBuNKtYYyKyAuRRgp8h=REQ+7f2h3PfFIoZFH91P5On
6eppScyJ560Xjr1z9dQDcLj43LACA496IEz+jNAVeEOT7RfWph5
7tCk6ajYmLEFc5ODjy 

```